# Руський Мелекес
Руський Мелекес (рос. Русский Мелекесс) — село в Мелекеському районі Ульяновської області Російської Федерації.
Населення становить 953 особи. Входить до складу муніципального утворення Тиїнське сільське поселення.

## Історія
Від 2004 року входить до складу муніципального утворення Тиїнське сільське поселення.

## Населення
| 2010 |
| ---- |
| 953  |